# Коджа Мехмед бег джамия
Коджа Мехмед бег джамия (на македонска литературна норма: Коџа Мехмед-бег џамија) е мюсюлмански храм в кумановското село Табановце, северната част на Северна Македония. Джамията е изградена в края на XVI - началото на XVII век. Сградата е обявена за важно културно наследство на Република Македония.
Джамията е разположена северно от Табановце, вдясно от пътя, преди контролно-пропускателния пункт Табановце – Прешево, в местността Анище.
За периода на изграждане на джамията няма сигурни данни, тъй като плочата над входната врата не е запазена. Стилистичните особености и начинът на градене са от класическия период на османската архитектура от края на XVI и началото на XVII век. Вероятно е градена от майстори, учили в Одрин или Цариград.
Във вакъфнемето на великия везир Коджа Синан паша от 994 от хиджра, тоест 1596 от Христа, между останалите имоти се споменава и вакъфиране на имот в Табановце, наречен Коджабегов чифлик с всичко, което му принадлежи и двете воденици на близката река. В документа не са споменати обектите, градени за обществени нужди като джамия, тюрбе, хамам, хан, занаятчийски работилници. Джамията може да се датира във времето на вакъфнамето или най-късно в 1596 година, годината на смъртта на Коджа Синан паша. Ктитор на джамията може да бъде и синът на Коджа Синан паша, Мехмед паша, на което заключение навежда името на джамията, с което годината на изграждане се измества в самото начало на XVII век.
Джамията е еднокуполна сграда с квадратна основа и трем от северозападната страна. Осмостранният барабан е на пандантифи. На югоизточната стена във вътрешността на молитвеното пространство се намира михрабът, богато декориран със сталактитни орнаменти в пет реда. На североизточната стена има остатъци от дървен махвил - галерия. На всяка стена има два реда прозорци. Тремът на северозападната страна обхваща цялата широчина на джамията и е запезен само в основата. Тремът е бил затворен от западната страна и е имал същата височина с централния куб, а според аналогиите с други обекти от този период - Дюкянджик джамия в Скопие, Алтън Алем джамия в Нови пазар, вероятно е бил покрит с два малки купола. Входът в молитвеното пространство е поставен асиметрично – вляво от северозападната стена, на която е разположен михраб в профилирана рамка.
В западния ъгъл на джамията има немного високо полигонално минаре. Градено е от камък и тухла в долната част и само от тухли в горната, като цялото е измазано. Запазено е цялото без кюлафа. Парапетните плочи от шерефето не са запазени. Вижда се само богатата стлактитна декорация от неговата основа. Джамията е градена от редове обработен камък и тухла, докато барабанът и куполът са от концентрични редове тухли. Куполът вероятно е бил покрит с оловни плочи, които не са запазени.